# Kim Jo-sun
Kim Jo-Sun (Koreaans: 김조순) (Hongseong (Chungcheongnam-do), 13 juni 1975) is een Koreaanse boogschutter.
Kim Jo-Sun is een Koreaanse naam, de familienaam is Kim. Kim was lid van het Koreaans Olympisch team in Atlanta (1996). Met het team (met Kim Kyung-Wook en Yoon Hye-Young) won ze een gouden medaille, individueel bereikte ze de zesde plaats. Op de Aziatische Spelen twee jaar later in Bangkok, won ze zowel individueel als met het team opnieuw goud.

## Palmares
- 1996:  Olympische Spelen (team)
- 1998:  Aziatische Spelen (individueel)
- 1998:  Aziatische Spelen (team)

1988: Kim S-n/Wang/Yun Y-s ·
1992: Cho/Kim S-n/Lee E-k ·
1996: Kim J-s/Kim K-w/Yoon H-y ·
2000: Kim N-s/Kim S-n/Yun M-j ·
2004: Lee S-j/Park/Yun M-j ·
2008: Joo/Park/Yun O-h ·
2012: Choi/Ki/Lee S-j ·
2016: Chang/Choi/Ki ·
2020: An/Jang/Kang ·
2024: Jeon/Lim/Nam
1978: Ichiro Shimamura
1982: O Gwang Sun ·
1986: Park Jung-ah ·
1990: Lee Jang-mi ·
1994: Lee Eun-kyung ·
1998: Kim Jo-sun ·
2002: Yuan Shu Chi ·
2006: Park Sung-hyun ·
2010: Yun Ok-hee